# Estación de Padre Pío-Palmete
Padre Pío-Palmete es un apeadero ferroviario situado en el municipio español de Sevilla, concretamente en el barrio de Padre Pío, dentro de la circunvalación ferroviaria de Sevilla. Las instalaciones están servidas por la línea C-4 de Cercanías Sevilla, siendo una de las primeras por la que empezaron a circular los trenes Civia 463. Los trenes pasan con una frecuencia de 30 minutos.

## Situación ferroviaria
El apeadero forma parte de la línea de ancho ibérico Bif. Tamarguillo-La Salud, punto kilométrico 6,6.

## Servicios ferroviarios
| procedencia/destino | < estación           | Línea | estación >       | destino/procedencia |
| ------------------- | -------------------- | ----- | ---------------- | ------------------- |
| Circular            | Palacio de Congresos |       | Virgen del Rocío | Circular            |